# 赵稷
赵稷（？—？），嬴姓，邯郸氏，名稷，趙午（又稱邯郸午）的儿子。
前497年，赵氏宗主赵鞅因為赵午未依令遷徙邯鄲五百戶，怒殺趙午，赵稷和涉宾带领邯郸人叛乱。
前491年九月，赵鞅包围了邯郸。十一月，邯郸投降，荀寅逃亡到鲜虞，赵稷逃到临地。十二月，弦施迎接赵稷，拆毁了临地的城墙。